# Satoshi Minami
Satoshi Minami (Japans: 南 聡 Minami Satoshi) (Tokio, 17 juli 1955) is een Japans componist en muziekpedagoog. 

## Levensloop
Minami studeerde vanaf 1975 aan de Tokyo National University of Fine Arts and Music (東京藝術大学 Tōkyō Gei-jutsu Daigaku), nu: Tokyo University of the Arts in Tokio bij onder anderen Teruyuki Noda en Toshiro Mayuzumi en behaalde zijn Bachelor of Arts in 1979. Aan dezelfde universiteit studeerde hij verder en behaalde in 1983 zijn Master of Music. Van 1986 tot 2008 werkte hij als docent aan de Hokkaido University of Education in Sapporo. Van 2008 tot 2010 doceerde hij aan dezelfde universiteit, maar in de stad Iwamizawa. 
Als componist schreef hij werken voor verschillende genres. Hij won een 1e prijs in 1983 tijdens de Music Competition of Japan en in 1991 de Muramatsu Prijs. Minami werd bekroond met een prijs zowel gedurende de World Music Days 2001 in Yokohama alsook de World Music Days 2002 in Hongkong georganiseerd door de International Society for Contemporary Music (ISCM). In 2003 won hij de Asian Music Festival Prize en werd in 2007 met de Sapporo Cultural Award bekroond. In 2012 ontving hij de 50th Japan Record Academy Award. Hij is lid van de Japan Federation of Composers en de Japan Society for Contemporary Music. 

## Composities

### Werken voor orkest
- 1986 Annotation of Tatoereba, voor harp (solo) en orkest, op. 14 nr. 3
- 1996 Coloration Project X, voor piano en orkest, op. 17 nr. 10
- 2006 Hiru V, voor orkest, op. 53
- 2007 Bridges (Coloration Project X-ii), voor piano en orkest, op.35 nr. 2
- 2007 Finale (Coloration Project X-iii), voor piano en orkest, op.35 nr. 3
- 2008 Fanfare Overture, voor orkest

### Werken voor harmonieorkest
- 1998 What came up on earth op. 39
- 2002 Symphonic Fragment

### Vocale muziek

#### Werken voor koor
- 2005 Like a Mobile, voor gemengd koor, mannenkoor, vrouwenkoor, 9 Joodse harpen, dwarsfluit, piano en glockenspiel, op.51
- 2007 The Spring Madrigals Set, voor vrouwenkoor (SSA) en piano
- 2009 Madrigali fantastico, voor gemengd koor en piano
- 2010 Suite "Like a Mobile (a Bouquet)", voor gemengd koor, piano en dwarsfluit

#### Liederen
- 1986 Uta no kage yori, voor zangstem, viool, cello, harp en piano, op. 13
- 2005 2 Arietta for "Madame", voor sopraan en piano
- 2005 3 Small Flower-Songs, voor 2 sopranen en piano
- 2005 Jam Song, voor sopraan en piano
- 2007 4 Songs II, voor sopraan en piano
- 2008 2 Songs, voor sopraan en piano

### Kamermuziek
- 1987 Intermezzo, voor viool en gitaar, op. 15 nr. 2
- 1988 The garden of joyful intellection II, voor dwarsfluit, viool en piano
- 1989 Intermezzo, voor viool, gitaar, dwarsfluit en piano, op. 15 nr. 4
- 1990 The Autobiography for the Moon, voor cello en piano, op. 20
- 1993 Rokka I, voor hobo, accordeon en contrabas, op. 26 nr. 1
- 1994 "Le rossignol" made in Japan, voor dwarsfluit, hobo, klarinet, piano, gitaar, viool, cello en slagwerk, op. 29 - ook in een versie voor cello en piano
- 1995 The Perspective Story, voor klarinet, altviool en piano, op. 33
- 1998 OBI/ che ti gira?, trio voor dwarsfluit, cello en piano, op. 39
- 1998-1999/2001 2 Fragments, voor klarinet en strijkkwartet, op. 42
- 2001 For the form, for the point 1, voor dwarsfluit en slagwerk, op. 36 nr. 1
- 2002 ...with Birds, voor cello en piano, op. 47
- 2006 Two Notions of Appendixes, voor altsaxofoon en piano, op.50 nr. 5
- 2008 Eleven Faces, voor klarinet en piano - op. 54
- 2008 Metamorphosis in the Bird Cage 3, kamerconcert voor dwarsfluit, klarinet, trompet, viool, altviool, cello, piano en slagwerk, op. 56
- 2010 Hiru II - VII-IV - quasi Sonata Concertante, voor dwarsfluit, hobo, klarinet, viool, altviool, cello, contrabas, gitaar, piano en slagwerk, op. 58
- 2011-2012 Ecco mormorar l'onde 3 - Sonata da Camera, voor dwarsfluit, klarinet, viool, cello en piano, Op. 59 nr. 3
- Costumes a circuit, voor gitaar en piano, op. 54 nr. 1

### Werken voor piano
- 1973 La Liturgie (Crystal)
- 1974 La Arbres Pales
- 1974 2 Stukken
- 1975 Study 1
- 1989 Sonate nr. 1 "Window by the Metaphor", op. 19
- 1992 Sonate nr. 2 "Annotation of "Le Midi" - Metamorphosis in the Bird Cage 2", op. 25
- 1995 Sonate nr. 3 - Vestigal wreckage of "Veri dulcis (Sweet Spring)", op. 30
- 1997 Sonate nr. 4 "Inter-Diction", op. 37
- 2000 Zigzag Bach, op. 45
- 2000 Sonate nr. 5, op. 46
- 2003-2010 The Lodgment an Objection - Concerto for 2 pianos about Repetition and Phase in Memory of Maki Ishii, voor 2 piano's, op. 57
- 2006 Inset Diagrams l (Transit-S), op. 52 nr. 2
- Circumstantial Fairy - Quiescent Combination, voor piano, op. 41

### Werken voor gitaar
- 2006 An Exit ? A Relief for Guitar solo, op. 50 nr. 6

### Werken voor kantele
- Solo for kantele, op. 45 nr. 3

### Werken voor historische Japanse instrumenten
- 1989 Coloration project III, voor 20-snaren koto
- 2005 nPn – A Small Dance Music for 3 Players, voor koto, shino en shamisen, op. 49 nr. 4
- 2006 Tsumugi-uta, voor 2 20-snaren kotos
- 2008 Hiru VI (A Fragment), voor 2 20-snaren kotos, op. 55
- Coloration project IX, voor 2 shakuhachis, 2 kotos en slagwerk, op. 17 nr. 9